# Propontocypris trigonella
Propontocypris trigonella är en kräftdjursart som först beskrevs av Georg Ossian Sars 1866.  Propontocypris trigonella ingår i släktet Propontocypris, och familjen Pontocyprididae. Arten är reproducerande i Sverige.